# Matthew Sklar
Matthew Jay Sklar (Westfield, 7 ottobre 1973) è un compositore, tastierista e direttore d'orchestra statunitense.

## Biografia
Ha studiato composizione alla Juilliard School e alla New York University. All'età di diciotto anni è entrato nell'orchestra del musical Les Misérables a Broadway, dove suonava la tastierista e tre anni dopo fu promosso a direttore d'orchestra del musical. Successivamente ha lavorato come tastierista, arrangiatore e direttore d'orchestra di altri musical a Broadway, tra cui Miss Saigon, Nine, Caroline, or Change e 42nd Street. Nel 2000 fece il suo debutto a Broadway in veste d'attore interpretando Oscar nel revival del musical 42nd Street.
Ha fatto il suo esordio a Broadway in veste di compositore nel 2006 con il musical The Wedding Singer, per cui è stato candidato al Tony Award alla migliore colonna sonora originale. Nel 2011 ha composto la colonna sonora del musical di Broadway tratto dal film Elf - Un elfo di nome Buddy; la versione televisiva del musical è valsa a Sklar una candidatura al premio Emmy. Nel 2018 è tornato a Broadway con il musical The Prom, per cui ha ottenuto una seconda nomination al Tony Award alla miglior colonna sonora originale.

## Filmografia

### Colonne sonore
- The Prom, regia di Ryan Murphy (2020)

## Teatro
- The Wedding Singer (2006)
- Elf (2011)
- The Prom (2016)